# Clasificación para la Copa Africana de Naciones de 1978
La clasificación para la Copa Africana de Naciones 1978 fue llevada a cabo para determinar que seleccionados clasificarían a la edición de 1978 del torneo entre selecciones más importante de África. Ghana clasificó como local y Marruecos como campeón defensor al coronarse en la edición previa. Este proceso comenzó con una ronda preliminar entre las dos peores selecciones en formato de ida y vuelta, con eliminación directa. El ganador, se sumaría a otros 23 equipos que definirían la clasificación en dos rondas con el mismo sistema.

## Ronda preliminar
| Partido  | Partido             | Partido | Partido             | Partido  | Lugar    | Estadio | Fecha                 |
| Malaui   | Bandera de Malaui   | 1:1     | Bandera de Mauricio | Mauricio | Lilongüe |         | 24 de octubre de 1976 |
| Mauricio | Bandera de Mauricio | 3:2     | Bandera de Malaui   | Malaui   | Curepipe |         | 28 de enero de 1977   |

## Primera ronda
| Egipto     | 4:5 | Túnez           | Argelia      | 5:3 | Kenia     |
| Camerún    | 2:4 | Congo           | Guinea       | 5:0 | Libia     |
| Senegal    | 3:1 | Togo            | Sierra Leona | 1:3 | Nigeria   |
| Alto Volta | 1:5 | Costa de Marfil | Mauricio     | 2:4 | Etiopía   |
| Uganda     | w/o | Tanzania        | Malí         | w/o | Níger     |
| Zambia     | w/o | Sudán           | Gabón        | w/o | Sin rival |

| Partido         | Partido                        | Partido | Partido                        | Partido         | Lugar       | Estadio           | Fecha                 |
| Egipto          | Bandera de Egipto              | 2:2     | Bandera de Túnez               | Túnez           | El Cairo    | Internacional     | 13 de marzo de 1977   |
| Túnez           | Bandera de Túnez               | 3:2     | Bandera de Egipto              | Egipto          | Túnez       | El Menzah         | 27 de marzo de 1977   |
| Argelia         | Bandera de Argelia             | 4:1     | Bandera de Kenia               | Kenia           | Argel       | 5 de Julio        | 17 de febrero de 1977 |
| Kenia           | Bandera de Kenia               | 2:1     | Bandera de Argelia             | Argelia         | Mombasa     | Municipal         | 13 de marzo de 1977   |
| Camerún         | Bandera de Camerún             | 2:0     | Bandera de República del Congo | Congo           | Yaundé      | Ahmadou Ahidjo    | 17 de febrero de 1977 |
| Congo           | Bandera de República del Congo | 4:0     | Bandera de Camerún             | Camerún         | Brazzaville | Alphonse Massemba | 13 de marzo de 1977   |
| Guinea          | Bandera de Guinea              | 3:0     | Bandera de Egipto              | Libia           | Conakri     | 28 de septiembre  | 13 de marzo de 1977   |
| Libia           | Bandera de Egipto              | 0:2     | Bandera de Guinea              | Guinea          | Bengasi     | 28 de marzo       | 25 de marzo de 1977   |
| Senegal         | Bandera de Senegal             | 2:1     | Bandera de Togo                | Togo            | Dakar       |                   | 13 de marzo de 1977   |
| Togo            | Bandera de Togo                | 0:1     | Bandera de Senegal             | Senegal         | Lomé        |                   | 26 de marzo de 1977   |
| Sierra Leona    | Bandera de Sierra Leona        | 1:1     | Bandera de Nigeria             | Nigeria         | Freetown    |                   | 17 de febrero de 1977 |
| Nigeria         | Bandera de Nigeria             | 2:0     | Bandera de Sierra Leona        | Sierra Leona    | Lagos       |                   | 13 de marzo de 1977   |
| Alto Volta      |                                | 0:1     | Bandera de Costa de Marfil     | Costa de Marfil | Uagadugú    |                   | 20 de marzo de 1977   |
| Costa de Marfil | Bandera de Costa de Marfil     | 4:1     |                                | Alto Volta      | Abiyán      |                   | 27 de marzo de 1977   |
| Mauricio        | Bandera de Mauricio            | 2:3     | Bandera de Etiopía             | Etiopía         | Curepipe    |                   | 17 de febrero de 1977 |
| Etiopía         | Bandera de Etiopía             | 1:0     | Bandera de Mauricio            | Mauricio        | Adís Abeba  | Hailé Selassié    | 13 de marzo de 1977   |
| Uganda          | Bandera de Uganda              | w/o     | Bandera de Tanzania            | Tanzania        |             |                   | -                     |
| Tanzania        | Bandera de Tanzania            | o/w     | Bandera de Uganda              | Uganda          |             |                   | -                     |
| Malí            | Bandera de Mali                | w/o     | Bandera de Niger               | Níger           |             |                   | -                     |
| Níger           | Bandera de Niger               | o/w     | Bandera de Mali                | Malí            |             |                   | -                     |
| Zambia          | Bandera de Zambia              | w/o     | Bandera de Sudán               | Sudán           |             |                   | -                     |
| Sudán           | Bandera de Sudán               | o/w     | Bandera de Zambia              | Zambia          |             |                   | -                     |

## Segunda ronda
| Argelia | 2:2 | Zambia | Congo           | 6:5   | Gabón   |
| Etiopía | 1:2 | Uganda | Senegal         | 3:4   | Nigeria |
| Túnez   | 5:3 | Guinea | Costa de Marfil | [ 2 ] | Malí    |

| Partido         | Partido                        | Partido | Partido                        | Partido         | Lugar       | Estadio           | Fecha                 |
| Argelia         | Bandera de Argelia             | 2:0     | Bandera de Zambia              | Zambia          | Argel       | 5 de Julio        | 10 de junio de 1977   |
| Zambia          | Bandera de Zambia              | 2:0     | Bandera de Argelia             | Argelia         | Lusaka      | Independencia     | 26 de junio de 1977   |
| Congo           | Bandera de República del Congo | 3:2     | Bandera de Gabón               | Gabón           | Brazzaville | Alphonse Massemba | 17 de julio de 1977   |
| Gabón           | Bandera de Gabón               | 3:3     | Bandera de República del Congo | Congo           | Libreville  | Omar Bongo        | 31 de julio de 1977   |
| Etiopía         | Bandera de Etiopía             | 0:0     | Bandera de Uganda              | Uganda          | Adís Abeba  | Hailé Selassié    | 12 de junio de 1977   |
| Uganda          | Bandera de Uganda              | 2:1     | Bandera de Etiopía             | Etiopía         | Kampala     |                   | 26 de junio de 1977   |
| Senegal         | Bandera de Senegal             | 3:1     | Bandera de Nigeria             | Nigeria         | Dakar       |                   | 12 de junio de 1977   |
| Nigeria         | Bandera de Nigeria             | 3:0     | Bandera de Senegal             | Senegal         | Lagos       | Surulere          | 25 de junio de 1977   |
| Túnez           | Bandera de Túnez               | 3:0     | Bandera de Guinea              | Guinea          | Túnez       | El Menzah         | 2 de octubre de 1977  |
| Guinea          | Bandera de Guinea              | 3:2     | Bandera de Túnez               | Túnez           | Conakri     | 28 de septiembre  | 16 de octubre de 1977 |
| Malí            | Bandera de Mali                | 1:0     | Bandera de Costa de Marfil     | Costa de Marfil | Bamako      | Mamadou Konate    | 19 de junio de 1977   |
| Costa de Marfil | Bandera de Costa de Marfil     | 2:0     | Bandera de Mali                | Malí            | Abiyán      |                   | 17 de julio de 1977   |
|                 |                                |         |                                |                 |             |                   |                       |

## Clasificados
| Alto Volta | Congo | Ghana | Marruecos |
| Alto Volta | Congo | Ghana | Marruecos |
| ---------- | ----- | ----- | --------- |

| Nigeria | Uganda | Túnez | Zambia |
| Nigeria | Uganda | Túnez | Zambia |
| ------- | ------ | ----- | ------ |